# Carina-Zwerggalaxie
Die Carina-Zwerggalaxie, auch bekannt als ESO 206-G20 oder PGC 19441,  ist eine Zwerggalaxie frühen morphologischen Typs im Sternbild Kiel des Schiffs (lateinisch Carina). Im Jahr 1977 wurde sie mit dem UK-Schmidt-Teleskop am Siding-Spring-Observatorium von der Forschergruppe Cannon et al. entdeckt.

## Eigenschaften
Als einer der Trabanten der Milchstraße entfernt sich der Carina-Zwerg mit einer Geschwindigkeit von etwa 230 km/s.
Die Galaxie scheint sich erst etliche Milliarden Jahre nach den anderen Satellitengalaxien der Milchstraße gebildet zu haben: ihre ältesten Sterne haben ein relativ geringes Alter von unter 7 Milliarden Jahren. Dies macht sie zu einer relativ jugendlichen Galaxie im Vergleich zur Milchstraße, die mit 13,6 Milliarden Jahren beinahe so alt ist wie das Universum selbst.
Trotz dieser etwas kürzeren Entwicklung hat die Carina-Zwerggalaxie wahrscheinlich eine komplexe Sternentstehungshistorie aufzuweisen; mindestens drei unterscheidbare Sternentstehungsphasen konnten für sie identifiziert werden.
Durch die Nähe zur Milchstraße wird sie von Gezeitenkräften derart heftig verformt, dass sie einen Schweif aus Gas, Staub und Sternen hinter sich herzieht.